# ساقص‌لو
ساقصلو روستایی است که در استان اردبیل، شهرستان نمین، بخش مرکزی، دهستان دولت‌آباد قرار دارد. این روستا تقریباً مابین شهرستان نمین و اردبیل قرار دارد و فاصله آن از هر شهر تقریباً 12 کیلومتر است.

## جمعیت
بر اساس سرشماری سال ۱۳۹۵ جمعیت این روستا ۷۰۰ نفر با ۲۴۰ خانوار بوده است.